# Ельмар Клос
Ельмар Клос (26 січня 1910 — 31 липня 1993) — чехословацький кінорежисер чеського походження, який співпрацював 17 років з його словацьким колегою Яном Кадаром і разом із ним виграв Оскар у 1965 році за найкращий іноземний фільм з фільмом  Магазин на площі. Обидва вони були режисерами фільму 1963 року  Смерть, що зветься Engelchen , який увійшов до 3-го Московського міжнародного кінофестивалю, де він отримав Золоту премію.
Клос познайомився з Яном Кадаром вперше в на студії короткометражних фільмів у Празі відразу після Другої світової війни, але Кадар повернувся до Братислави на деякий час. Він почав співпрацювати з Клосом після того, як він був звільнений у Братиславі. Перший фільм був зроблений в 1952 році під назвою Únos. Вони зробили в цілому вісім фільмів, найбільший успіх мав фільм «Магазин на площі» 1965 року, який отримав «Оскар» за кращий іноземний фільм через рік. Це 17-річне співробітництво було перерване лише приходом нормалізації в 1969 році, коли Ян Кадар емігрував до США. Ельмар Клос був політично переслідуваний і вигнаний зі Школи кіно та ТБ Академії виконавських мистецтв та Чехословацького державного кіно.

Вони співпрацювали один з одним таким чином, що Кадар мав справу з акторами, а Клос піклувався про художнє, музичне та кіноредагування. Сам Клос описав співпрацю:
Тільки два гравці зібралися разом, щоб доповнити те, що вони можуть, але й те, що вони не можуть. Вони знають, коли вони можуть покладатися на партнера і коли вони самі повинні його підтримувати.
З іншого боку, помічник режисера Кадара Юрай Герц помітив їхню незграбність і вважав, що співпраця — це жест подяки від Кадара і самого Клоса для режисури.

## Фільмографія
| Рік  | Чеська назва           | Назва                        | Режисер | Сценаріст | Нотатки                                                                  |
| ---- | ---------------------- | ---------------------------- | ------- | --------- | ------------------------------------------------------------------------ |
| 1953 | Únos                   | Викрадений                   | Так     | Так       |                                                                          |
| 1955 | Hudba z Marsu          | Музика з Марса               | Так     | Так       |                                                                          |
| 1957 | Tam na konečné         | Там, на кінцевій             | Так     | Так       |                                                                          |
| 1958 | Tři přání              | Три бажання                  | Так     | Так       |                                                                          |
| 1963 | Smrt si říká Engelchen | Смерть, що зветься Engelchen | Так     | Так       | Виграв Золоту премію на 3-м Московськом міжнародном кінофестивалі        |
| 1964 | Obžalovaný             | Звинувачений                 | Так     | Так       | Виграв Кришталевий глобус на Міжнародному кінофестивалі у Карлових Варах |
| 1965 | Obchod na korze        | Магазин на площі             | Так     | Так       | Виграв Оскар 1965 року як найкращий іноземний фільм                      |
| 1971 | Touha zvaná Anada      | Бажання називається Анада    | Так     | Так       |                                                                          |
| 1989 | Bizon                  | Бізон                        | Так     | Ні        |                                                                          |